# Futbol'nyj Klub Helios Charkiv
Il Futbol'nyj Klub Helios Charkiv (in ucraino Футбольний клуб «Геліос» Харків?, Futbol'nyj klub "Helios" Charkiv) è stata una società calcistica ucraina con sede nella città di Charkiv.
Fondato nel 2002, ha disputato le partite interne nella Helios Arena di Charkiv, impianto da 2.000 posti.
Ha militato per tredici stagioni nella seconda serie ucraina.

## Storia
Fondato nel 2002, il club ha scalato rapidamente le divisioni amatoriali ucraine, per poi stabilirsi in Perša Liha tra il 2005 e il 2018. Ha ottenuto come miglior piazzamento il quarto posto nella stagione 2016-2017. Nell'estate del 2018, dopo aver cambiato denominazione in Kobra Charkiv, il club non si iscrive alla Perša Liha e viene estromesso, cessando di fatto di esistere tranne che a livello giovanile.

## Palmarès

### Competizioni nazionali
- Druha Liha: 1

2004-2005